# Императрица Лю
Императрица Чжансянь Минсу (кит. 希章獻明肅皇后), наиболее известная как Императрица Лю (кит. 劉皇后) — императрица династии Сун, вышла замуж за императора Чжэнь-цзуна в 1012 году и быстро завоевала доверие императора при обсуждении государственных вопросов. Она неофициально правила Китаем как регентша во время болезни императора Чжэнь-цзуна с 1020 по 1022 год, а затем официально как регентша во время малолетства императора Жэнь-цзуна с 1022 года до своей собственной смерти 30 апреля 1033 года. Как регентша, она отдавала распоряжения от своего имени, а не от имени молодого императора; она стала второй женщиной в истории Китая, которая носила императорскую мантию, после У Цзэтянь, единственной правящей императрицы в истории Китая. В исследовании 2001 года Джон Чаффи утверждал, что превращение императрицы Лю из скромной артистки в фактическую правительницу было большим успехом в истории Китая, и что она сделала регентство «безопасным вариантом» во времена, когда «нормальное имперское правление было невозможно».

## Ранняя жизнь
Осиротев в младенчестве, госпожа Лю воспитывалась родственницами по материнской линии, а к подростковому возрасту стала гэцзи, искусно играющей на ручных барабанах. Она вышла замуж за Гун Мэя (кит. 龔美), мастера по серебру, который отвез ее в столицу Кайфын, где в 983 году она вошла во дворец принца Сяна (кит. 襄王) Чжао Юаньсю, будущего императора Чжэнь-цзуна. Согласно рассказам историка Сыма Гуана «Sushui Jiwen», Гун Мэй продал госпожу Лю из-за бедности, вероятно, сначала Чжан Ци (кит. 張耆), чиновнику во дворце принца.
15-летний Чжао Юаньсю был без памяти влюблен в 14-летнюю артистку. Однажды император заметил, что его сын становится «вялым и худым», и строгая кормилица Чжао Юаньсю, очевидно, из-за неодобрения госпожи Лю, тут же обвинила её перед императором. Госпожа Лю была вынуждена покинуть дворец, но принц оставил её в доме Чжан Ци, который неохотно принял её только после получения 500 унций серебра на строительство отдельной резиденции, чтобы обойти приказ императора.

## Императрица-консорт
Чжао Юаньсю, который позже сменил свое имя на Чжао Хэн, стал императором после смерти своего отца в 997 году. Вернувшись к нему, госпожа Лю в 1004 году получила титул младшей супруги, «Прекрасной дамы» (кит. 美人, Мей Жэн), а в 1009 году получила титул «Воспитанной дамы» (кит. 修儀, Сёу И). Поскольку Императрица Го умерла в 1007 году, император хотел сделать императрицей госпожу Лю, но отступил после сильного сопротивления министров.
В 1010 году одна из служанок госпожи Лю, госпожа Ли, родила сына, отцом которого был император. Госпожа Лю, которой было уже за сорок и которая не имела собственных детей, усыновила младенца и заботилась о нём, как о своём собственном. В 1012 году она получила титул «Добродетельной супруги Лю» (кит. 劉德妃, Лю Дефей), а несколько месяцев спустя стала императрицей.
Лю была описана, как от природы внимательный и проницательный человек, обладающий здравым смыслом и способностью быстро принимать решения. Она продемонстрировала эти качества, управляя дворцовыми делами в качестве императрицы, а также получила достаточно знаний, чтобы понимать государственные дела и обсуждать их с императором. Это заставило его доверить ей заботу о государственных делах во время своей болезни.

## Императрица-регент

### Регент при императоре Чжэнь-цзуне
В 1020 году император Чжэнь-цзун заболел, что привело к его смерти два года спустя, и был не в состоянии управлять государственными делами. К этому времени императрица уже утвердилась в качестве «правителя за троном» и управляла всеми государственными делами. Она должна была править официально как могущественная императрица и неофициально как регент Китая в течение двух оставшихся лет жизни императора.

### Регент при императоре Жэнь-цзуне
В 1022 году императору Чжэнь-цзуну наследовал император Жэнь-цзун, которому было двенадцать лет, и, следовательно, он не достигнет возраста совершеннолетия по закону еще в течение пяти лет. В завещании императора Чжэнь-цзуна говорилось:
«Наследный принц восседает на троне перед моим гробом. Императрицу Лю почитают как вдовствующую императрицу, и она управляет всеми военными и гражданскими делами.»
Вдовствующая императрица Лю теперь открыто и официально взяла на себя всю полноту власти регента Китая, полностью неограниченную, на время несовершеннолетия императора Жэнь-цзуна. Она пользовалась всеми императорскими прерогативами и почестями: она была при дворе (рядом с ребёнком-императором, а часто и просто сама по себе); она обращалась к себе как к чжэнь (кит. 朕, пиньинь zhèn), её величают Императорским величеством (кит. 陛下, пиньинь: Bìxià), это почетное обращение, используемое при обращении к императору, а не Императорское высочество (кит. 殿下; ), это почетное обращение, используемое при обращении к императрице или вдовствующей императрице; изданные ею указы (кит. 敕; пиньинь: chi), подписывались как чжэ (кит. 制), что означает личный приказ императора; она отмечала свой день рождения с особыми именами; от своего имени отправляла послов; и она даже присутствовала на священной церемонии вспашки земли и императорском богослужении предков, которое обычно совершалось только правящим императором. Став регентом, она стала второй женщиной в истории Китая, которая носила императорскую мантию, после У Цзэтянь. Согласно традиции императоров, но не императриц или вдовствующих императриц, вдовствующая императрица Лю возвела своих предков в ранг императорских, чтобы построить семь храмов для своих семи поколений предков и поклоняться им с императорскими титулами. Этот поступок был похож на действия императрицы Люй из династии Хань и императрицы У из династии Тан, которые были известны своим абсолютистским и безжалостным правлением.
Как политик, императрица Лю была описана как компетентный регент. Сообщается, что она обладала способностью назначать способных чиновников и увольнять неспособных; умела слушать, принимать критику, а иногда и придерживаться её, несмотря на свой вспыльчивый характер. Однако её критиковали за то, что она узурпировала императорские церемонии и заставляла поклоняться себе так, словно она была императором, а также за то, что она назначала своих родственников, которые были бедного происхождения и считались вульгарными, на высокие посты.
Поскольку императору на момент вступления на престол было двенадцать лет, а по закону он должен был достичь совершеннолетия в семнадцать, обычно ожидалось, что она сложит с себя полномочия регента через пять лет, однако она отказалась это сделать и продолжала править до самой своей смерти. Когда она умерла, то оставила инструкции о том, что консорт Ян должна была стать её преемницей в качестве регента императора, но император отказался выполнить ее волю.
При её жизни император Жэнь-цзун ошибочно полагал, что она была его биологической матерью, и узнал об обратном только после её смерти, что вызвало у него гневную реакцию. Он понизил в должности родственников и последователей Лю и посмертно возвел госпожу Ли, свою биологическую мать, в ранг императрицы.

## Родословная
Согласно официальной истории, дед госпожи Лю, Лю Яньцин, был генералом во времена поздних династий Цзинь и Хань. Позже семья переехала из Тайюаня на севере в Цзяочжоу на юго-западе, где ее отец Лю Тун занял пост префекта, вероятно, в первые годы правления новоявленной династии Сун, которая завоевала регион в 965 году.